# Cesta Arbër
Cesta Arbër (albansko Rruga e Arbërit), del SH61 in SH6, je cesta, ki se gradi med Albanijo in Severno Makedonijo. Cesta naj bi se raztezala vzdolž starodavne karavanske poti, ki poteka skozi vzhodno visokogorje Tirane vzdolž SH61 in se konča pri trenutni SH6 v okrožju Diber.